# جيراردو أكوستا
جيراردو أكوستا (بالإسبانية: Gerardo Acosta)‏ (22 فبراير 1984 بمونتفيدو في الأوروغواي - ) هو لاعب كرة قدم أوروغواني في مركز الدفاع. لعب مع أتلتيكو باتروناتو وبيلا فيستا وناسيونال مونتيفيديو وفيلا إسبانيول ‏ وسبورتيفو سيريتو وسوسيداد كولتيورال ‏ وسان مارتين دي سان خوان وسنترو أتلتيكو فينكس ‏.

## وصلات خارجية
- جيراردو أكوستا على موقع قاعدة بيانات كرة القدم.إي يو (الإنجليزية)
- جيراردو أكوستا على موقع Soccerway.com (الإنجليزية)